# Xaver Schlager
Xaver Schlager (Linz, 28 de setembro de 1997), é um futebolista austríaco que atua como volante. Atualmente joga pelo RB Leipzig.

## Carreira

### Red Bull Salzburg
Depois de jogar nas categorias de base do SC St. Valentin, da cidade de Sankt Valentin, Schlager ingressou nas categorias de base do Red Bull Salzburg em 2011, onde jogou em todas as equipes de base. Em 2015, foi transferido para o Liefering, equipe-satélite do Red Bull Salzburg.
Durante a temporada 2017–18, o Salzburgo teve sua melhor campanha europeia pelo clube. Quando o Red Bull Salzburg terminou na liderança do grupo da Liga Europa da UEFA, antes de derrotar a Real Sociedad e o Borussia Dortmund na fase final, fazendo assim sua primeira participação nas semifinais da Liga Europa. Em 3 de maio de 2018, ele jogou nas semifinais da Liga Europa, quando o Olympique de Marseille venceu o Red Bull Salzburg por 3–2 no total para garantir uma vaga na final.

### Wolfsburg
Em 26 de junho de 2019, Schlager assinou com o Wolfsburg, clube da Bundesliga. Ele fez sua estreia no dia 17 de agosto, entrando como titular em uma vitória em casa por 2–1 sobre o Köln, pela Bundesliga de 2019–20. Fez seu primeiro gol pelo clube no dia 15 de dezembro, em uma vitória em casa por 2–1 sobre o Borussia Mönchengladbach.
Durante sua passagem pelo Wolfsburg, Schlager fez 81 partidas em todas as competições, incluindo 69 partidas na Bundesliga. Ele perdeu 20 partidas do campeonato devido a lesão durante sua última temporada, mas ainda teve uma média de 27 pressões por jogo enquanto produzia um gol e duas assistências.

### RB Leipzig
Em 17 de junho de 2022, Schlager foi contratado pelo RB Leipzig, depois que o clube pagou uma cláusula de rescisão em seu contrato com o Wolfsburg por 12 milhões de euros, ele assinou contrato até 2026. Fez sua estreia pelo clube no dia 27 de agosto, entrando como substituto em uma vitória sobre o seu ex-clube Wolfsburg por 2–0 pela Bundesliga de 2022–23. Seu primeiro gol pelo clube aconteceu no dia 12 de novembro, em uma vitória fora de casa por 2–1 sobre o Werder Bremen.[carece de fontes?]

## Seleção Austríaca
Schlager jogou pela Seleção Austríaca sub-16, sub-17 e sub-19. Com a Seleção Sub-19, jogou no Campeonato Europeu Sub-19 de 2015. Ele fez sua estreia pela seleção principal em uma vitória amistosa por 3 a 0 sobre a Eslovênia em 23 de março de 2018.

## Estatísticas
Atualizado até 15 de setembro de 2023.

### Clubes
| Equipe            | Temporada         | Campeonato nacional | Campeonato nacional | Campeonato nacional | Copa nacional[a] | Copa nacional[a] | Copa nacional[a] | Competições continentais[b] | Competições continentais[b] | Competições continentais[b] | Outros torneios[c] | Outros torneios[c] | Outros torneios[c] | Total | Total | Total   |
| Equipe            | Temporada         | Jogos               | Gols                | Assist.             | Jogos            | Gols             | Assist.          | Jogos                       | Gols                        | Assist.                     | Jogos              | Gols               | Assist.            | Jogos | Gols  | Assist. |
| ----------------- | ----------------- | ------------------- | ------------------- | ------------------- | ---------------- | ---------------- | ---------------- | --------------------------- | --------------------------- | --------------------------- | ------------------ | ------------------ | ------------------ | ----- | ----- | ------- |
| Liefering         | 2014–15           | 11                  | 0                   | 0                   | —                | —                | —                | —                           | —                           | —                           | —                  | —                  | —                  | 11    | 0     | 0       |
| Liefering         | 2015–16           | 22                  | 3                   | 0                   | —                | —                | —                | —                           | —                           | —                           | —                  | —                  | —                  | 22    | 3     | 0       |
| Liefering         | 2016–17           | 10                  | 4                   | 0                   | —                | —                | —                | —                           | —                           | —                           | —                  | —                  | —                  | 10    | 4     | 0       |
| Liefering         | 2017–18           | 2                   | 0                   | 0                   | —                | —                | —                | —                           | —                           | —                           | —                  | —                  | —                  | 2     | 0     | 0       |
| Liefering         | Total             | 45                  | 7                   | 0                   | 0                | 0                | 0                | 0                           | 0                           | 0                           | 0                  | 0                  | 0                  | 45    | 7     | 0       |
| Red Bull Salzburg | 2015–16           | 2                   | 0                   | 0                   | 0                | 0                | 0                | —                           | —                           | —                           | —                  | —                  | —                  | 2     | 0     | 0       |
| Red Bull Salzburg | 2016–17           | 13                  | 1                   | 0                   | 0                | 0                | 0                | 2                           | 1                           | 0                           | —                  | —                  | —                  | 15    | 2     | 0       |
| Red Bull Salzburg | 2017–18           | 26                  | 1                   | 0                   | 4                | 0                | 0                | 14                          | 0                           | 0                           | —                  | —                  | —                  | 44    | 1     | 0       |
| Red Bull Salzburg | 2018–19           | 26                  | 5                   | 1                   | 6                | 2                | 0                | 12                          | 1                           | 1                           | —                  | —                  | —                  | 44    | 8     | 2       |
| Red Bull Salzburg | Total             | 67                  | 7                   | 1                   | 10               | 2                | 0                | 28                          | 2                           | 1                           | 0                  | 0                  | 0                  | 105   | 11    | 2       |
| Wolfsburg         | 2019–20           | 23                  | 1                   | 2                   | 0                | 0                | 0                | 5                           | 0                           | 0                           | —                  | —                  | —                  | 28    | 1     | 2       |
| Wolfsburg         | 2020–21           | 32                  | 2                   | 4                   | 3                | 0                | 0                | 3                           | 0                           | 1                           | —                  | —                  | —                  | 38    | 2     | 5       |
| Wolfsburg         | 2021–22           | 14                  | 0                   | 1                   | 1                | 0                | 0                | —                           | —                           | —                           | —                  | —                  | —                  | 15    | 0     | 1       |
| Wolfsburg         | Total             | 69                  | 3                   | 7                   | 4                | 0                | 0                | 8                           | 0                           | 1                           | 0                  | 0                  | 0                  | 81    | 3     | 8       |
| RB Leipzig        | 2022–23           | 22                  | 1                   | 1                   | 4                | 0                | 1                | 7                           | 0                           | 0                           | 0                  | 0                  | 0                  | 33    | 1     | 2       |
| RB Leipzig        | 2023–24           | 3                   | 0                   | 0                   | 0                | 0                | 0                | 0                           | 0                           | 0                           | 1                  | 0                  | 0                  | 4     | 0     | 0       |
| RB Leipzig        | Total             | 25                  | 1                   | 1                   | 4                | 0                | 1                | 7                           | 0                           | 0                           | 1                  | 0                  | 0                  | 37    | 1     | 2       |
| Total na carreira | Total na carreira | 206                 | 18                  | 9                   | 18               | 2                | 0                | 43                          | 2                           | 2                           | 1                  | 0                  | 0                  | 268   | 22    | 11      |

- a. ^ Jogos da Copa da Áustria e da Copa da Alemanha
- b. ^ Jogos da Liga Europa da UEFA e da Copa Sul-Americana
- c. ^ Jogos da Supercopa da Alemanha

### Seleção Austríaca
| Ano   |       |      |         |
| Ano   | Jogos | Gols | Assist. |
| ----- | ----- | ---- | ------- |
| 2013  | 4     | 2    | 0       |
| Total | 4     | 2    | 0       |

| Ano   |       |      |         |
| Ano   | Jogos | Gols | Assist. |
| ----- | ----- | ---- | ------- |
| 2015  | 6     | 1    | 0       |
| 2016  | 5     | 1    | 0       |
| Total | 11    | 2    | 0       |

| Ano   |       |      |         |
| Ano   | Jogos | Gols | Assist. |
| ----- | ----- | ---- | ------- |
| 2017  | 4     | 2    | 0       |
| 2019  | 3     | 0    | 0       |
| Total | 7     | 2    | 0       |

| Ano   |       |      |         |
| Ano   | Jogos | Gols | Assist. |
| ----- | ----- | ---- | ------- |
| 2018  | 7     | 1    | 0       |
| 2019  | 3     | 0    | 0       |
| 2020  | 6     | 0    | 0       |
| 2021  | 7     | 0    | 0       |
| 2022  | 9     | 2    | 0       |
| 2023  | 4     | 0    | 0       |
| Total | 37    | 3    | 0       |

| Ano   |       |      |         |
| Ano   | Jogos | Gols | Assist. |
| ----- | ----- | ---- | ------- |
| 2013  | 4     | 2    | 0       |
| 2015  | 6     | 1    | 0       |
| 2016  | 5     | 1    | 0       |
| 2017  | 4     | 2    | 0       |
| 2018  | 7     | 1    | 0       |
| 2019  | 6     | 0    | 0       |
| 2020  | 6     | 0    | 0       |
| 2021  | 7     | 0    | 0       |
| 2022  | 9     | 2    | 0       |
| 2023  | 4     | 0    | 0       |
| Total | 59    | 9    | 0       |

## Títulos

### Categorias de base
Red Bull Salzburg
- Liga Jovem da UEFA: 2016–17

### Profissional
Red Bull Salzburg
- Campeonato Austríaco: 2015–16, 2016–17, 2017–18 e 2018–19
- Copa da Áustria: 2015–16, 2016–17 e 2018–19

RB Leipzig
- Copa da Alemanha: 2022–23
- Supercopa da Alemanha: 2023